# Seoseok-myeon
Seoseok-myeon (koreanska: 서석면) är en socken i den norra delen av Sydkorea, 110 km öster om huvudstaden Seoul. Den ligger i kommunen Hongcheon-gun i provinsen Gangwon. 